# 本町 (屏東市)

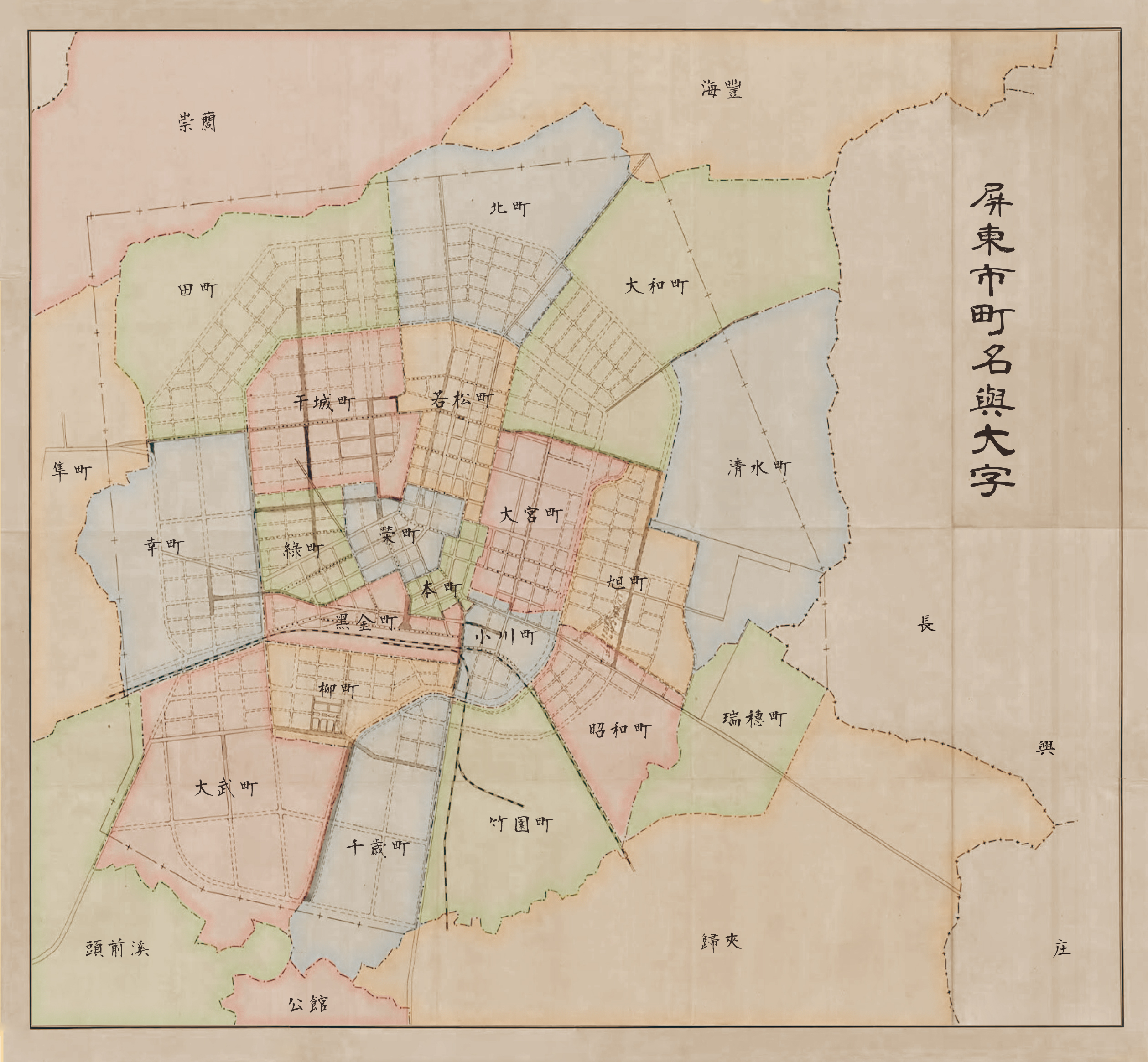
屏東市町名與大字

本町為屏東市在台灣日治時期的一個行政區，分為二丁目，於1939年4月1日設立，為屏東市的21個町之一。其於阿緱街在1918年提出的町名改正構想中已出現，町名緣由是因此區域為屏東最早開發之處。本町的範圍為現今地籍舊街段一至三小段，大約為武廟里、端正里和大同里北側。

## 町內設施

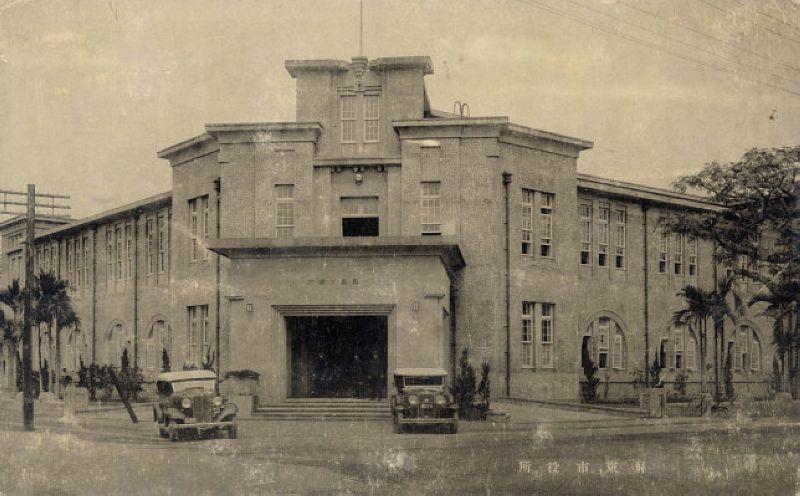
屏東市役所

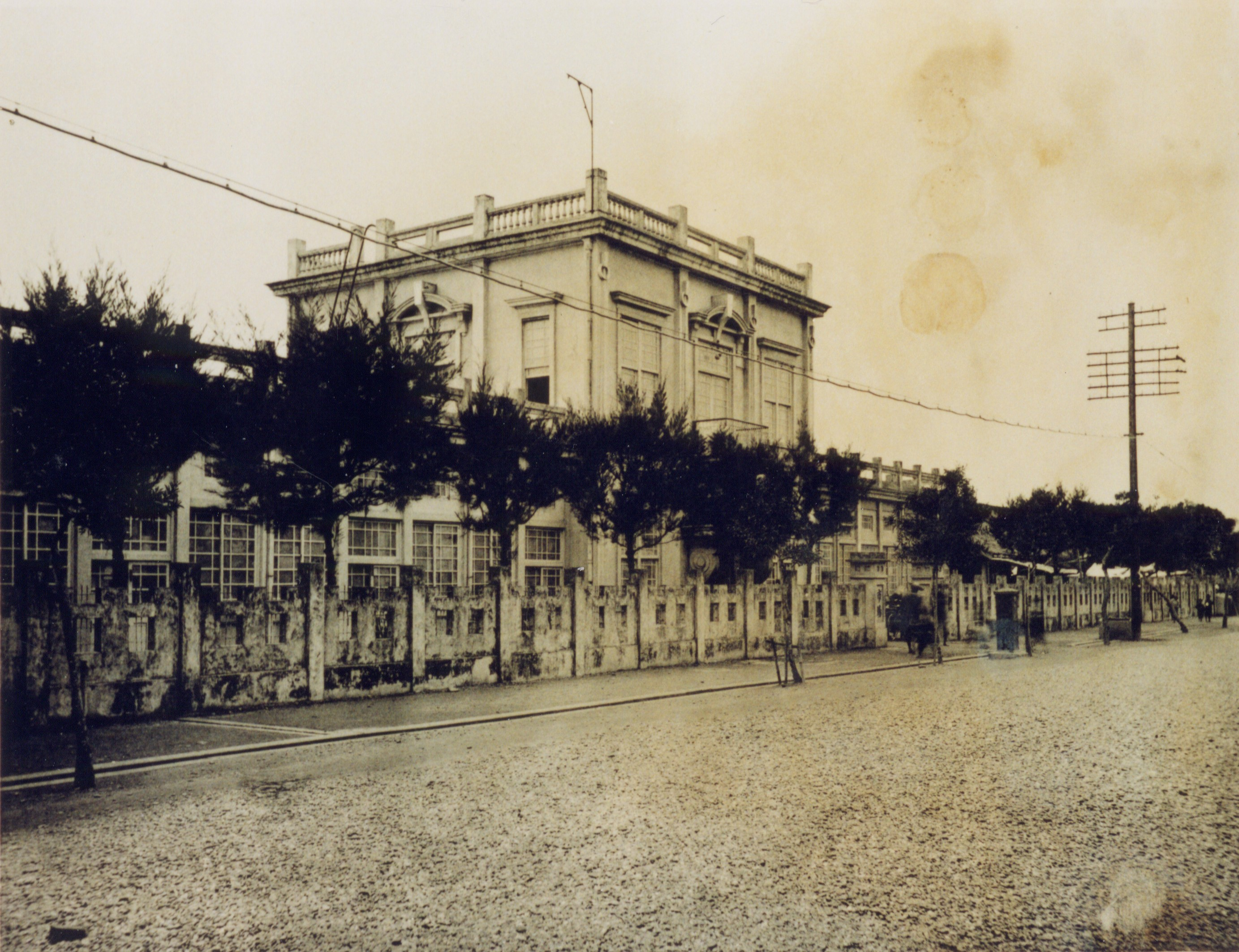
屏東市本町小賣市場

- 屏東市役所

- 高雄地方法院屏東出張所
- 米穀檢查所
- 台灣新民報社屏東支局
- 臺灣銀行屏東支店
- 台灣商工銀行屏東支店
- 台灣南部無盡株式會社屏東支店
- 屏東信用組合
- 屏東市本町小賣市場

- 屏東市魚市場
- 屏東商工會議所
- 大和商事株式會社
- 臺灣電力株式會社屏東營業所